# Модок (округ)
Мо́док (англ. Modoc County) — округ на северо-востоке штата Калифорния, США. Административный центр — город Альтурас. Население по данным переписи 2010 года — 9686 человек. Площадь округа — 10 886,7 км².

## История
До прихода европейцев территорию современного округа Модок на протяжении тысяч лет населяли индейские племена. Непосредственно во время прихода европейцев местность в районе реки Лост-Ривер и озера Туле населяли модоки, в честь которых округ и получил своё название. Кроме того, в данном регионе проживали индейцы ачумави и паюты. Немногим севернее жили кламаты.
Первыми европейцами, посетившими территорию округа в 1846 году, была группа путешественников во главе с Джоном Фримонтом, которая выдвинулась из форта Сафферс, расположенного у пересечения рек Американ-Ривер и Сакраменто. В данную группу входил также известный траппер и военный Кит Карсон.
Округ Модок был официально образован 17 февраля 1874 года путём выделения территории из восточной части округа Сискию. Административным центром новообразованного округа стал город Доррисвилл, хотя населённые пункты Адин и Сидарвилл на тот момент были крупнее. В 1876 году Доррисвилл был переименован в Альтурас, что в переводе с испанского означает «высоты»; по данным переписи 1880 года население города составляло всего 148 человек.

## География
На севере граничит со штатом Орегон, на востоке — со штатом Невада, на юге — с округом Лассен, на западе — с округом Сискию, на крайнем юго-западе — с округом Шаста. Общая территория округа составляет 10 886,7 км², из которых 10 215,2 км² (93,83 %) — суша и 671,5 км² (6,17 %) — внутренние воды.
В северо-западной части округа располагается вулкан Медисайн-Лейк, который является крупнейшим щитовым вулканом на западном побережье страны. Национальный монумент Лава-Бедс также частично расположен в северо-западной части округа, занимая северо-восточные склоны вулкана. Юго-запад округа представляет собой уникальную экосистему изолированных лиственных (дубовых) лесов и гор, которые глубоко прорезаны речными долинами. Север округа занимает лавовое плато Модок, поросшее можжевельником и сосновыми лесами. Здесь расположено крупное озеро Гус. На территории плато, между Медисайн-Лейк на западе и горным хребтом Уорнер-Маунтинс на востоке расположен национальный лес Модок. Северную часть плато разрезает долина реки Лост-Ривер, которая является частью бассейна реки Кламат. В то же время реки южной части плато впадают в водохранилище Биг-Сейдж, которое относится к бассейну реки Пит (приток реки Сакраменто). Верховья реки Пит сливаются к югу от города Альтурас и формируют собственно реку с названием Пит. Восточную часть округа занимает горный хребет Уорнер-Маунтинс, на склонах которого берут своё начало множество рек и ручьёв. К востоку от хребта находится долина Сюрпрайз и западная оконечность Большого Бассейна.
На территории округа Модок широко распространены термальные источники и лавовые пещеры. Регион отличается большим биоразнообразием.

### Природоохранные территории
- Национальный резерват дикой природы Клир-Лейк
- Национальный монумент Лава-Бедс (частично)
- Национальный лес Модок (частично)
- Национальный лес Шаста-Тринити (частично)
- Национальный резерват дикой природы Модок (частично)
- Национальный резерват дикой природы Туле-Лейк (частично)

### Населённые пункты
| - Адин - Альтурас - Канби | - Сидарвилл - Дэвис-Крик - Дафндейл-Парк | - Иглвилл - Форт-Бидвелл - Лейк-Сити | - Лайкли - Лукаут - Невелл | - Нью-Пайн-Крик - Стронгхолд - Тайонеста |

## Население

Возрастная пирамида округа

По данным переписи 2010 года население округа составляет 9686 человек. Расовый состав: белые (83,5 %); афроамериканцы (0,8 %); индейцы (3,8 %); азиаты (0,8 %); жители островов Тихого океана (0,2 %) и представители других рас (7,0 %). Доля лиц латиноамериканского происхождения — 13,9 %. По данным прошлой переписи 2000 года население округа насчитывало 9449 человек. Средняя плотность населения Модока составляет всего 0,89 чел/км², что делает его самым малонаселённым округом штата.
Динамика численности населения округа по годам:
| 1910 | 1920 | 1930 | 1940 | 1950 | 1960 | 1970 | 1980 | 1990 | 2000 | 2010 | 2012          |
| ---- | ---- | ---- | ---- | ---- | ---- | ---- | ---- | ---- | ---- | ---- | ------------- |
| 6191 | 5425 | 8038 | 8713 | 9678 | 8308 | 7469 | 8610 | 9678 | 9449 | 9686 | 9327 (оценка) |

Источники: данные переписей; оценка 2012 года

## Транспорт
Через территорию округа проходят следующие автомагистрали:
- US 395
- SR 139
- SR 299

Основные аэропорты: Альтурас и Калифорния-Пайнс. Прочие аэропорты — Сидарвилл, Иглвилл, Форт-Бидвелл и муниципальный аэропорт Тулелейк.